# Toarp, Malmö kommun
Toarp är en tidigare tätort och ett delområde i stadsdelen Oxie i Malmö stad. Vid 2015 års tätortsavgränsning hade bebyggelsen vuxit samman med Oxie tätort.

## Historia
Toarp härstammar från medeltiden och var tillsammans med kyrkbyn Oxie den ena av två byar i Oxie socken. Den nuvarande byn uppstod i samband med enskiftet, som för Toarps del företogs 1807. Dessförinnan låg byn där Toarps ekoby nu ligger. Ekobyn, den numera friköpta bostadsrättsföreningen Myrstacken, tillkom 1992 som resultat av ett gemensamt initiativ från Malmö Stad och HSB. Byns namn är belagt som danska "Thorup" sedan 1611 och den svenska skrivningen "Toarp" sedan 1671; dess efterled motsvarar "torp" och förledet är mansnamnet "Tovi" eller "Tove".
Den 1897 bildade IOGT-logen "Oxie Framgång" hade en byggnad i Toarp, "godtemplarsalen", vilken tjänade som ett slags "kulturcentrum" med biblioteksverksamhet, studiecirklar och andra aktiviteter. Bland bibliotekarierna märks Per Edvin Sköld, senare Sveriges finansminister. Nykterhetsrörelsens verksamhet i Toarp avspeglas numera endast i gatunamnen Godtemplarevägen och Blåbandsvägen i östra delen av byn där godtemplarsalen låg.

### Befolkningsutveckling
| Befolkningsutvecklingen i Toarp 1960–2010                                                     | Befolkningsutvecklingen i Toarp 1960–2010 | Befolkningsutvecklingen i Toarp 1960–2010 | Befolkningsutvecklingen i Toarp 1960–2010 | Befolkningsutvecklingen i Toarp 1960–2010 |
| --------------------------------------------------------------------------------------------- | ----------------------------------------- | ----------------------------------------- | ----------------------------------------- | ----------------------------------------- |
|                                                                                               |                                           |                                           |                                           |                                           |
| År                                                                                            |                                           |                                           | Folkmängd                                 | Areal (ha)                                |
| 1960                                                                                          | 1960                                      |                                           | 167                                       | ¤                                         |
| 2010                                                                                          | 2010                                      |                                           | 219                                       | 13                                        |
| Anm.: Ny tätort 2010. Sammanvuxen med Oxie 2015. ¤ Som tätortsbebyggelse med 150-199 invånare |                                           |                                           |                                           |                                           |

## Samhället

### Ekobyn
Ekobyn, som byggdes 1992 på initiativ av Malmö Stad och HSB, är ritad av arkitekten Krister Wiberg. Det är en tidigare bostadsrättsförening med 27 huskroppar och 37 hushåll. Friköp ägde rum 2015. Ekobyn ligger på NP Skölds väg mellan Toarp och Oxie. Byn har en samlingsplats som heter Bygården. I Bygården finns det bland annat tvättstuga, gästrum, gemensam bastu och en förskola, som heter Ekomyran. I byn finns det tre olika hustyper. Dessa var från början tvåor med en yta på 72 m², treor med en yta på 88,5 m², och fyror med en yta på 120 m² varav vissa av husen är spegelvända. I början och slutet av byn finns det parkering med carport, och soprum med sopsortering och kompost. Byn har eget vatten och avlopp. Avloppsanläggningen består av en rotzon och ett sandfilter.